# Акобамба (провинция)
Акобамба (исп. Acobamba) — одна из 7 провинций перуанского региона Уанкавелика. Является самой маленькой провинцией региона, площадь — 910,82 км². Население — 62 868 человек; средняя плотность населения — 69,01 чел/км². Столица — одноимённый город.

## Административное деление
В административном отношении делится на 8 районов:
- Акобамба
- Андабамба
- Анта
- Каха
- Маркас
- Паукара
- Помакоча
- Росарио